# Ferdinando Signorelli (calciatore)
Ferdinando Signorelli (Napoli, 5 gennaio 1967) è un ex calciatore italiano, di ruolo centrocampista.
Nella sua carriera agonistica ha disputato 234 incontri in Serie B e 63 incontri in Serie C1. Signorelli è il fratello maggiore di Elio, anch'egli calciatore.

## Carriera

### Giocatore
Inizia la carriera nel Genoa, con cui esordisce nella Serie B 1985-1986, ottenendo il settimo posto finale. La stagione seguente passa alla Reggina, club militante in terza serie. Con gli amaranto ottiene il settimo posto del Girone B. Nel 1987 torna al Genoa, società con cui vince la Serie B 1988-1989, ottenendo la promozione in massima serie. La stagione seguente passa al Barletta, società con cui milita due anni tra i cadetti, retrocedendo in terza serie al termine dell'annata 1990-1991. Nel 1991 è ingaggiato dal Cosenza, squadra con cui milita nella serie cadetta sino al novembre 1993, quando passa all'Hellas Verona sempre in seconda serie. Nell'unica stagione con i veneti ottiene il decimo posto. La stagione seguente passa al Gualdo, in terza serie. Con gli umbri ottiene il terzo posto del Girone B. Nel 1995 torna al Cosenza, con cui ottiene l'undicesimo posto della Serie B 1995-1996. La stagione seguente torna a militare nel Gualdo, sempre in terza serie. Con gli umbri resterà sino a novembre, venendo ingaggiato dallo Spezia, società con cui retrocede in Serie C2. Nel 1997 passa al Catania, in Serie C2. Con gli etnei ottiene il decimo posto del Girone C della Serie C2 1997-1998. La stagione seguente passa al Tempio sempre in Serie C2. Con il sodalizio sardo ottiene la permanenza di categoria al termine dei play-out.

## Palmarès

### Giocatore

#### Competizioni nazionali
- Campionato italiano di Serie B: 1

Genoa: 1988-1989